# Мальченко, Андрей Степанович
Андрей Степанович Мальченко — советский хозяйственный и политический деятель.

## Биография
Родился в 1926 году в Киеве. Член КПСС.
Окончил Киевский инженерно-строительный институт по специальности «инженер-архитектор».
В 1944—1951 гг. — мастер на стройках восстановления Киева, на строительстве брикетной фабрики буроугольного бассейна в городе Александрия Кировоградской области, техник в Киевском проектном институте «Сахаропроект», одновременно литературный сотрудник издательства «Будивельник».
В 1951—1966 гг. — инженер технического отдела и проектно-конструкторского бюро, начальник производственного отдела промышленно-гражданского строительства управления Сталинградгидрострой, заместитель начальника строительства Сталинградской ГЭС.
Руководил творческой группой по разработке проекта и строительству первого в СССР керамзитобетонного здания и серии проектов крупнопанельных домов в Волжском, а также организацией поточного строительства жилья и комплексной застройки кварталов Волжского и инженерно-коммунальной инфраструктуры города. Организатор планомерного перехода от гидротехнического к промышленному строительству Волжского промышленного района Волгоградской области.
В 1966—1975 гг. — начальник ордена Ленина Волгоградгидростроя.
Руководил строительством трубоэлектросварочного цеха трубного завода, завода стальных конструкций, новых производств на заводах органического синтеза и синтетического волокна, подшипниковом заводе.
Делегат XXIV съезда КПСС.
В 1975—1987 гг. — заместитель председателя Волгоградского облисполкома.
За строительство трубоэлектросварочного цеха Волжского трубного завода удостоен премии Совета Министров СССР 1979 года.
В 1992—1997 гг. — заместитель председателя правления акционерного общества «Консорциум Универсалстрой».
Заслуженный строитель Российской Федерации (1996).
Умер в 2003 году в Волжском.

## Награды
- Орден Ленина (1971)
- Орден Трудового Красного Знамени (1961, 1976)
- Орден Знак Почёта (1966)